# Zwei unter Millionen
 (juillet 2023).
Le contenu est difficilement compréhensible vu les erreurs de traduction, qui sont peut-être dues à l'utilisation d'un logiciel de traduction automatique.
 (juillet 2023).
Si vous disposez d'ouvrages ou d'articles de référence ou si vous connaissez des sites web de qualité traitant du thème abordé ici, merci de compléter l'article en donnant les références utiles à sa vérifiabilité et en les liant à la section « Notes et références ».
Pour plus de détails, voir Fiche technique et Distribution.
Zwei unter Millionen (Deux sur des millions) est un film allemand réalisé par Victor Vicas et Wieland Liebske en 1961, avec Hardy Krüger, Loni von Friedl et Walter Giller dans les rôles principaux. Il raconte une histoire de la vie quotidienne est-allemande en 1961.

## Synopsis
Le film se déroule l'année de la construction du Mur de Berlin en 1961. Le chauffeur de camion est-allemand Karl (interprété par Hardy Krüger) aide la jeune Christine (jouée par Loni von Friedl), originaire de Rostock, à fuir vers Berlin-Ouest. Karl travaille à la halle du marché pendant la journée et est serveur dans un bar de Berlin-Kreuzberg la nuit. La première désillusion de l'Ouest survient bientôt lorsque Christine ne peut joindre sa riche sœur par téléphone malgré un rendez-vous. Dans le besoin, Karl l'héberge dans une petite pièce mansardée au-dessus du bar, qu'il utilise habituellement pour se changer avant et après son service. Rapidement, Christine se afit embaucher comme comptable. Les deux personnages se rapprochent, tombent amoureux et finissent par se marier.
Avec ses économies, Karl rêve d'acheter le bar dans lequel il travaille. Bientôt, lorsque le directeur d'une chaîne de rôtisseries  fait une offre d'achat au propriétaire du bar, Karl propose lui aussi de racheter le bar. Néanmoins, il se rend rapidement compte que ses économies sont loin d'être suffisantes pour faire face à l'offre du riche directeur. De plus, l'idée que Karl devienne propriétaire du bar n'enchante pas Christine. Une dispute éclate alors entre eux-deux, mais les deux amants se réconcilient rapidement. Et désespérée par la déception de Karl voyant son projet ne pas se réaliser faute de moyens, Christine décide d'utiliser son statut de comptable pour détourner de l'argent sur son lieu de travail. Elle compte ainsi permettre à Karl de concrétiser son rêve et d'acheter le bar in-extremis. Karl, sur le point de devenir le propriétaire du bar, réalise qu'il va le devenir grâce à de l'argent volé. Tous deux se rendent compte que le rêve de Karl ne peut pas être réalisé de cette manière, et Christine restitue l'argent qu'elle avait détourné. L'amertume qu'éprouve Karl donne du sens à la phrase que lui répétait son père jadis : « Le diable chie toujours au même endroit ».

## Fiche technique
- Titre : Zwei unter Millionen
- Réalisation : Victor Vicas, Wieland Liebske
- Scénario : Gerd Oelschlegel
- Production : Georg Richter
- Musique : Franz Grothe
- Photographie : Heinz Hölscher
- Décors :Albrecht Hennings
- Montage : Klaus Dudenhöfer
- Pays d'origine :  Allemagne de l'Ouest
- Langue : Allemand
- Genre : Drame (cinéma)
- Durée : 96 minutes
- Date de sortie : 12 octobre 1961 à Hanovre

## Distribution
- Hardy Krüger : Karl
- Loni von Friedl : Christine
- Walter Giller : Paulchen
- Joseph Offenbach : M. Lohmann
- Ilse Fürstenberg : Mme Lohmann
- Fritz Tillmann : Heini Petersen
- Ludwig Linkmann : Bienert
- Harry Gillmann : Wilhelm
- Reinhold Bernt : Schliemke
- Lore Hartling : Helga

## Tournage
Zwei unter Millionen est filmé en extérieur dans les rues de Berlin-Ouest, juste avant la construction du mur.
Victor Vicas, qui devait à l'origine être le réalisateur du film, tombe malade au début du tournage. Son assistant réalisateur Wieland Liebske, doit prendre sa place et est donc, de fait, responsable de la plus grande partie du film.

## Accueil

### Distinctions
Zwei unter Millionen reçoit plusieurs récompenses aux Deutscher Filmpreis en 1962 : 
- Le premier prix dans la catégorie « Meilleur scénariste », attribué à Gerd Oelschlegel .
- Le premier prix dans la catégorie « Meilleur second rôle masculin », décerné à Walter Giller.
- Le premier prix dans la catégorie « Meilleure jeune actrice », décerné à Loni von Friedl.
- Le troisième prix dans la catégorie « Meilleur film », avec une prime de 300 000 marks.

### Critiques
L'encyclopédie du film de Bucher[pas clair] fait l'éloge de Zwei unter Millionen pour sa « description inhabituellement sobre des réalités économiques d'aujourd'hui et des problèmes de deux personnes insignifiantes à tous égards traditionnels ». Selon l'ouvrage, le réalisateur Wieland Liebske, ancien assistant d'Alfred Weidenmann, s'est montré « clairement influencé par les œuvres de la Nouvelle Vague, notamment dans son maniement ludique de la technologie d'enregistrement et la caractérisation réservée de ses protagonistes ».
Le Lexikon des Internationalen Films Band écrit pour sa part : « Le ton de Berlin incomparable est le plus réussi dans les scènes instantanées et dans les nombreux personnages marginaux »[pas clair] et décrit le film Zwei unter Millionen comme « quasi-documentaire ».
Le Große Personenlexikon des Films présente l'intrigue comme une « histoire quotidienne de Berlin social-réaliste et anti-évasion ».